# Имперский меч

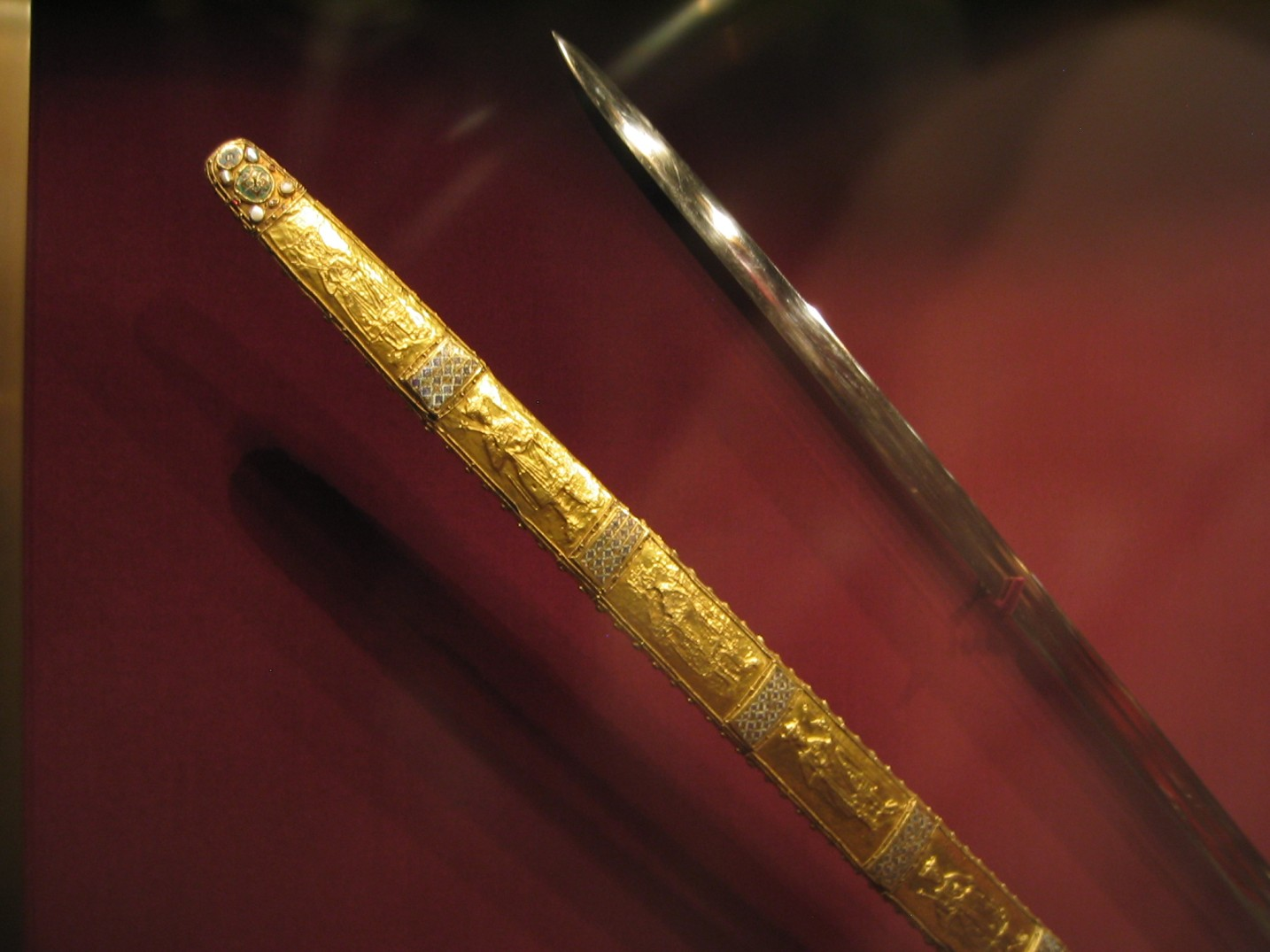
Имперский меч и ножны в сокровищнице Хофбургского замка

Имперский меч (нем. Reichsschwert) — артефакт, церемониальный меч, один из экспонатов сокровищницы Хофбургского замка и символ Священной Римской империи. Также известен как меч святого Маврикия, который жил предположительно во II—III веке; другой меч, приписываемый Маврикию, хранится в Турине.
Меч изготовлен предположительно во Франции в конце XII-го века и привезён в Германию, возможно, специально для коронации Оттона IV, который был на тот момент графом Пуату и герцогом Аквитанским. Более древний коронационный меч времён франков, как и другие инсигнии, находился в руках альтернативного претендента на престол империи — Филиппа Швабского. Именно данная ситуация и потребовала изготовления нового коронационного меча.
Во время коронации имперский меч был передаваем в руки императору Священной Римской Империи вместе с имперским скипетром и имперской державой. В настоящее время имперский меч и остальные имперские клейноды хранятся в сокровищнице Хофбургского замка в Вене.

## Описание меча и ножен
Длина клинка 95,3 см, ширина возле эфеса 4,4 см. По классификации Окшотта относится к типу XI.
На одной стороне крестовины нанесена надпись:
+CRISTVS•VINCIT•CRISTVS•REIGNAT•CRIST[VS]•INPERAT

(Христос побеждает — Христос правит — Христос повелевает)

На другой стороне сокращённый вариант:
CRISTVS:VINCIT:CRISTVS:REINAT
(Христос побеждает — Христос правит)

Третья надпись по нижнему краю навершия:
BENEDICTVS•DO[MINV]S•DE[V]S•QUI•DOCET•MANV[S]+
(Благословен [будь мой] Господин [и] Бог, который [мои] руки учит бороться)

Также на навершии размещены герб Оттона IV и имперский орёл.
Золотые ножны датируются более ранним периодом, чем сам меч. Предположительно, они были изготовлены для коронации Генриха IV, прошедшей в 1084 году. Украшены изображениями 14 императоров, от Карла Великого до Генриха III включительно.